# Tiny Music… Songs from the Vatican Gift Shop
Tiny Music… Songs from the Vatican Gift Shop (рус. Короткое музыкальное сопровождение… Песни из Ватиканского сувенирного магазина) — третий студийный альбом американской рок-группы Stone Temple Pilots, выпущенный 26 марта 1996 года лейблом Atlantic Records. После короткого перерыва в 1995, группа собралась для записи Tiny Music. Во время работы над альбомом музыканты проживали в особняке, находящемся в Санта-Барбаре, Калифорния. Как и во всех предыдущих альбомах группы, продюсированием занимался Брендан О’Брайен.
В этом альбоме группа отошла от гранжевого звучания, присутствовавшего на их первых двух пластинках, и вобрала в себя более широкий спектр различных влияний, включая психоделический рок и глэм-рок. Ведущий вокалист Скотт Уайланд выбрал более высокие и резкие тона для бо́льшей части материала альбома, в отличие от более глубокого вокала, присутствовавшего в их предыдущих альбомах. В альбоме также представлен более широкий набор инструментов, включая орган, вибрафон и трубу.
Tiny Music… изначально получил смешанные отзывы, как и предыдущие работы группы, но с тех пор получил признание за радикальное переосмысление звучания и имиджа группы. Альбом дебютировал на четвёртом месте в чарте Billboard 200, а все три его сингла — «Big Bang Baby», «Trippin’ on a Hole in a Paper Heart» и «Lady Picture Show» — достигли вершины чарта Mainstream Rock Tracks. Альбом был дважды сертифицирован как платиновый Американской ассоциацией звукозаписывающей индустрии. Группа продвигала альбом турне в течение 1996 и 1997 годов, хотя его пришлось прервать из-за продолжающейся борьбы Уайланда со злоупотреблением психоактивными веществами.

## Производство
В начале 1995 года, вскоре после того, как группа была вынуждена отказаться от двухнедельного записанного материала, вокалист Скотт Уайланд был арестован за хранение героина и кокаина и приговорён к 1 году условно. В течение нескольких месяцев после этого инцидента Уайланд создал сторонний проект The Magnificent Bastards и записал песни для саундтрека к фильму «Танкистка» и для трибьют-альбома Джону Леннону.
За это время остальные участники группы решили собрать свой собственный сайд-проект, который позже стал Talk Show с Дэйвом Куттсом на вокале. Осенью 1995 года, когда Stone Temple Pilots перегруппировались, чтобы снова записать материал для альбома Tiny Music…, Роберт и Дин собрались вместе, чтобы выяснить, какие песни должны быть песнями в альбоме Tiny Music…, а какие — песнями Talk Show. Позже Дин скажет: «У нас с Робертом было около 30 песен, и однажды вечером мы сидели в комнате и в основном шли по списку и отмечали рядом с каждой песней: Скотт, Скотт, Дэйв, Скотт, Дэйв, Дэйв, Скотт… Это действительно странно, потому что на самом деле это было похоже на то, как „Big Bang Baby“ мог бы быть на записи Talk Show, а „Everybody Loves My Car“ мог бы быть на Tiny Music…».
Употребление наркотиков Уайландом продолжалось и после его приговора, и STP отменила часть своего тура 1996—1997 годов в поддержку альбома Tiny Music…, чтобы он мог пойти на реабилитацию.

## Музыка
Tiny Music… демонстрирует радикальные изменения в звучании группы, на которую сильно повлиял рок 1960-х и такие группы, как The Beatles. Стивен Томас Эрлевайн из AllMusic в своей рецензии на альбом отметил, что «Tiny Music… иллюстрирует, что группа не довольствуется почиванием на лаврах» и «STP добавили новый набор звуков, которые придают глубину их сразу доступным хукам», назвав шугейз и джангл-поп в качестве двух примеров изученных жанров в альбоме. Эрлевайн также написал, что альбом «демонстрирует группу в её самом мелодичном и творческом проявлении».

## Обложка альбома
На обложке альбома, созданной в стиле 1970-х и основанной на идее Уайланда, изображена женщина в купальнике, стоящая в бассейне с крокодилом. Обложка была сделана Джоном Эдером, модель на обложке — друг семьи арт-директора Джона Хейдена. Джон Эдер сказал об обложке следующее: «Маленький алтарь на заднем плане был последним дополнением, которое Скотт хотел добавить, и он действительно существовал в его доме, куда я пошёл, чтобы снять его».

## Коммерческий успех
| Оценки критиков               | Оценки критиков             |
| Источник                      | Оценка                      |
| ----------------------------- | --------------------------- |
| AllMusic                      | [ 6 ]                       |
| Encyclopedia of Popular Music | [ 9 ]                       |
| Entertainment Weekly          | (C)                         |
| The Great Rock Discography    | 7/10                        |
| Louder Sound                  | без оценки                  |
| New Musical Express           | 5/10                        |
| Pitchfork                     | 0.8/10 (1996) 7.4/10 (2021) |
| Rolling Stone                 | [ 15 ]                      |
| The Rolling Stone Album Guide | [ 16 ]                      |
| Spin                          | 5/10                        |
| Trouser Press                 | без оценки                  |
| Ultimate Classic Rock         | без оценки                  |

В Соединённых Штатах альбом дебютировал на четвёртом месте в чарте Billboard 200 в выпуске от 13 апреля 1996 года с проданными 162 500 копиями. Из-за отмены тура в поддержку альбома, Tiny Music… не получила такой большой экспозиции, как предполагалось изначально. Альбом был сертифицирован как платиновый двухкратно, но не был таким коммерчески успешным, как первые два альбома STP.

## Восприятие
В журнале Rolling Stone отдавали предпочтение этому альбому, считая его лучшей работой группы на сегодняшний день. Однако они выразили удивление «грохочущим, оптимистичным характером музыки», учитывая широко разрекламированные стычки Уайланда с наркотиками и законом. Журнал также поместил STP на обложке февральского номера № 753 1997 года.
Дэвид Браун из Entertainment Weekly, однако, был менее благосклонен к альбому, написав, что «ни один из них… не имеет ярко выраженной индивидуальности».
Фотограф группы Джон Эдер рассказывает о смешанном приёме: «Я помню, как [Tiny Music…] была полностью разгромлена критикой, например, в Entertainment Weekly, причём критик даже выделял и высмеивал физические проявления групп — например, их фактические типы телосложения — в маленьком снимке, который был выложен на CD».
В 2016 году в электронном издании The A.V. Club отметили, что Tiny Music… «был почти шокирующим скачком вперёд в творческих амбициях» и что «[STP] стала более странной и лучшей, чем кто-либо может себе представить».

## Влияние
После смерти Уайланда Билли Корган из The Smashing Pumpkins утверждал: «Меня зацепил 3-й альбом STP, волшебная смесь глэма и пост-панка, и я много раз признавался Скотту, а также группе, как ошибался в оценке их врожденного блеска. И как Боуи может и делает, именно фразировка Скотта толкнула его музыку в уникальную и трудно поддающуюся определению эстетическую звуковую сферу. Наконец, я хотел бы поделиться мыслью, которая, хотя и неуклюжая, надеюсь, понравится Скотту. И если бы вы спросили меня, кого я действительно считаю великими голосами нашего поколения, я бы сказал, что это были он, Лейн и Курт».

## Список композиций
| №   | Название                                   | Автор(ы)                    | Длительность          |
| --- | ------------------------------------------ | --------------------------- | --------------------- |
| 1.  | «Press Play» (инструментальная композиция) | Stone Temple Pilots         | 1:21 (4:27 на виниле) |
| 2.  | «Pop’s Love Suicide»                       | Дин Делео, Скотт Уайланд    | 3:43                  |
| 3.  | «Tumble in the Rough»                      | Скотт Уайланд               | 3:18                  |
| 4.  | «Big Bang Baby»                            | Роберт Делео, Скотт Уайланд | 3:23                  |
| 5.  | «Lady Picture Show»                        | Роберт Делео, Скотт Уайланд | 4:08                  |
| 6.  | «And So I Know»                            | Роберт Делео, Скотт Уайланд | 3:57                  |
| 7.  | «Trippin’ on a Hole in a Paper Heart»      | Эрик Кретц, Скотт Уайланд   | 2:57                  |
| 8.  | «Art School Girl»                          | Роберт Делео, Скотт Уайланд | 3:35                  |
| 9.  | «Adhesive»                                 | Роберт Делео, Скотт Уайланд | 5:34                  |
| 10. | «Ride the Cliché»                          | Дин Делео, Скотт Уайланд    | 3:17                  |
| 11. | «Daisy» (инструментальная композиция)      | Роберт Делео                | 2:18                  |
| 12. | «Seven Caged Tigers»                       | Дин Делео, Скотт Уайланд    | 4:17                  |

## Участники записи
Stone Temple Pilots:
- Скотт Уайланд — вокал, перкуссия (в песне «Press Play»)
- Дин Делео — гитара, бас-гитара (в песнях «Press Play» и «Big Bang Baby»)
- Роберт Делео — бас-гитара, гитара (в песнях «Press Play», «And So I Know» и «Daisy»), бэк-вокал (в песнях «Big Bang Baby» и «Lady Picture Show»), вибрафон, перкуссия и электронный клавесин (в песне «And So I Know»)
- Эрик Кретц[англ.] — барабаны, перкуссия (в песнях «Pop’s Love Suicide», «Lady Picture Show» и «Art School Girl»), пианино (в песне «Adhesive»)

## Чарты
Еженедельные чарты:
| Чарты (1996)                                  | Позиция в чартах |
| --------------------------------------------- | ---------------- |
| Австралия (ARIA)                              | 13               |
| Австрия (Ö3 Austria)                          | 37               |
| Канада (RPM Top Albums/CDs)                   | 5                |
| Германия (Offizielle Top 100)                 | 47               |
| Финляндия (Suomen virallinen lista)           | 18               |
| Новая Зеландия (RMNZ)                         | 4                |
| Норвегия (VG-lista)                           | 27               |
| Швеция (Sverigetopplistan)                    | 27               |
| Швейцария (Schweizer Hitparade)               | 41               |
| Шотландия (Scottish Albums Chart)             | 44               |
| Великобритания (UK Albums Chart)              | 31               |
| Великобритания (UK Rock & Metal Albums Chart) | 2                |
| США (Billboard 200)                           | 4                |